# 孔普斯
孔普斯（法語：Comps，法語發音：[kɔ̃ps]）是法国加尔省的一个市镇，属于尼姆区。

## 地理
孔普斯（43°51'10"N, 4°36'22"E）面积8.6 平方千米，位于法国奧克西塔尼大區加尔省，该省份为法国南部沿海省份，南端濒地中海，北起顺时针与阿尔代什省、沃克吕兹省、罗讷河口省、埃罗省、阿韦龙省和洛泽尔省接壤。
与孔普斯接壤的市镇（或旧市镇、城区）包括：博凯尔、容基耶尔圣樊尚、蒙弗兰、瓦拉布雷格。

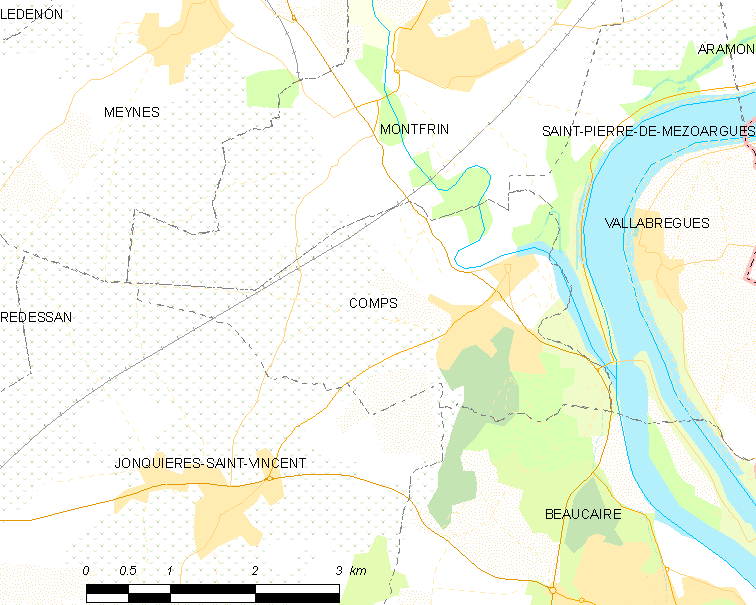
孔普斯的OSM定位图

孔普斯的时区为UTC+01:00、UTC+02:00（夏令时）。

## 行政
孔普斯的邮政编码为30300，INSEE市镇编码为30089。

## 政治
孔普斯所属的省级选区为博凯尔县。

## 人口

1962-2008年间孔普斯人口变化图示

孔普斯于2022年1月1日时的人口数量为1703人。